# 유아 낫 유
《유아 낫 유》(영어: You're Not You)는 2014년 개봉한 미국의 드라마 영화이다.

## 출연진
- 힐러리 스왱크
- 에미 로섬
- 조시 더멜
- 스테퍼니 비어트리즈
- 제이슨 리터
- 줄리언 맥맨
- 로레타 더바인
- 어니 허드슨
- 앨리 라터
- 앤드리아 새비지
- 마샤 게이 하든
- 프랜시스 피셔
- 제프 피어슨
- 마이크 도일
- 보 냅
- 에린 체노웨스
- 개러스 윌리엄스
- 제럴드 다우니
- 에드 베글리 주니어

## 기타 제작진
- 배역: 리치 딜리아
- 미술: 에런 오즈번
- 세트: 린다 서턴돌
- 분장: 비비언 베이커
- 분장팀: 요이치 아트 사카모토
- 헤어: 바버라 로렌즈
- 의상: 마리실비 더보
- 음향 편집: 폴 쉬
- 시각 효과: 루크 디토마소, 로코 파시오니노
- 제작 관리: 엘런 H. 슈워츠
- 조감독: 리사 C. 사트리아노